# 燒牛肉

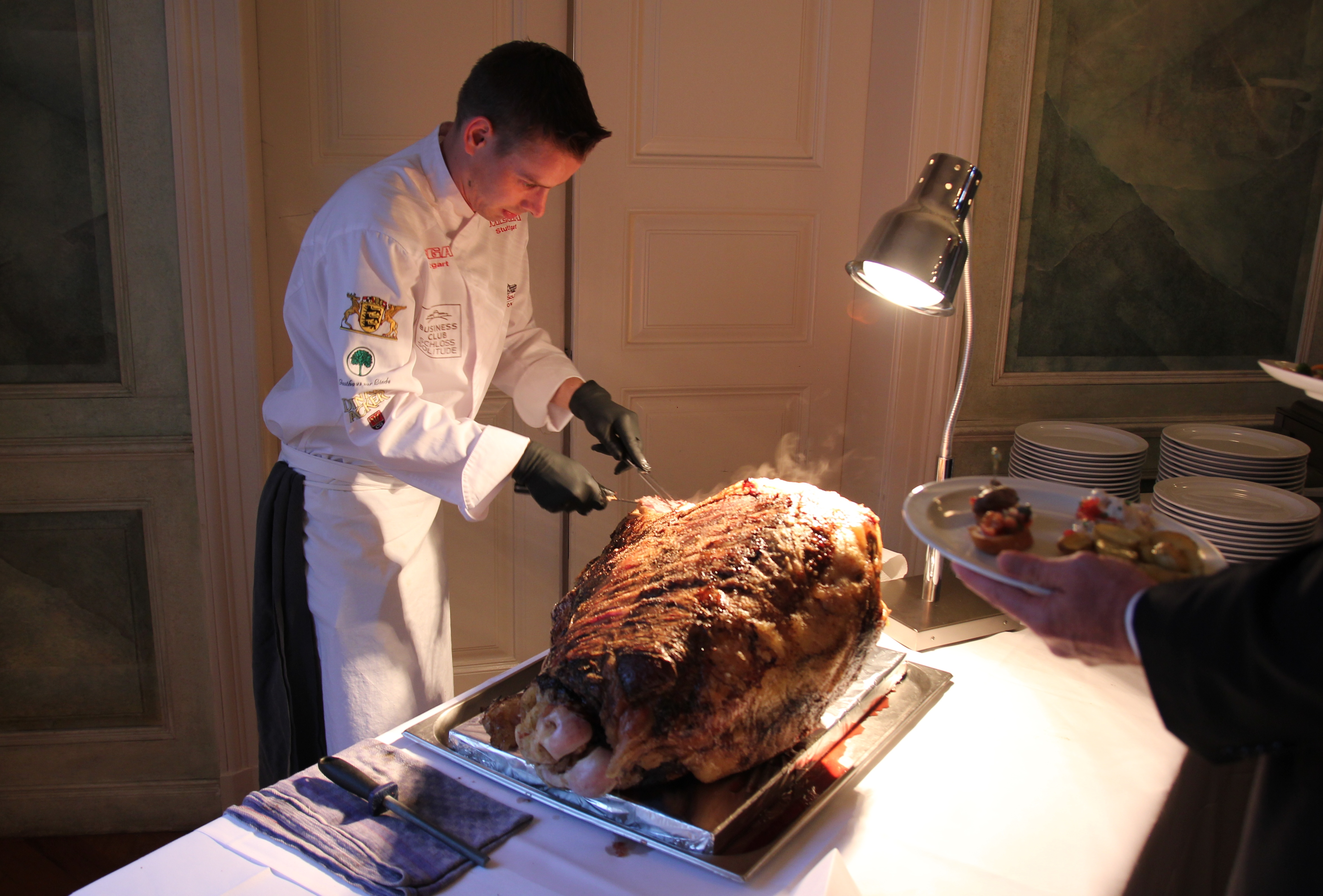

燒牛肉又稱烤牛肉，是指以燒烤方式烹調的牛肉料理。世界各地有不同的燒牛肉菜色，如英國的英式烤牛肉、朝鮮半島的烤牛排、烤牛肉等。